# District historique de Main Avenue
Le district historique de Main Avenue, ou Main Avenue Historic District en anglais, est un district historique à Durango, dans le Colorado, aux États-Unis. Il est lui-même inscrit au Registre national des lieux historiques depuis le 7 août 1980 et comprend notamment l'hôtel Strater, un membre des Historic Hotels of America depuis 1989.